# Núria Terribas i Sala
Núria Terribas i Sala (Barcelona, 1964) és una jurista catalana especialitzada en l'àmbit de la bioètica i el biodret, amb una trajectòria de 30 anys en aquesta disciplina, dirigint o participant en diferents institucions, publicant nombrosos articles i capítols de llibre i formant part de diferents comitès i comissions o grups de treball i exercint també la docència universitària i de formació continuada.
Des del 2014 és directora de la Fundació Víctor Grífols i Lucas i de la Càtedra de Bioètica "Fundació Grífols" de la Universitat de Vic-UCC al Centre d'Estudis Sanitaris i Socials (CESS, a la Universitat de Vic UVIC-UCC). És Vicepresidenta del Comitè de Bioètica de Catalunya (CBC), Vocal titular de la Comissió de Garantia i Avaluació de l'Eutanàsia a Catalunya, creada al juny de 2021 per a l'aplicació de la Llei Orgànica de Regulació de l'Eutanàsia. Alhora, també és membre i assessora legal de diferents comitès d'ètica d'institucions sanitàries del nostre país, com d'Althaia Xarxa Assistencial de Manresa, de la Fundació Hospital de l'Esperit Sant de Santa Coloma de Gramenet i del Grup MUTUAM de Barcelona. És també membre del Consell per a la Integritat de la Recerca de Catalunya (CIR-CAT). En l'àmbit internacional, és membre de la European Association of Centres of Medical Ethics (EACME), havent format part del seu Comitè de Directors (2001-2014), i membre també de la European Clinical Ethics Network (ECEN).Ha format part del Consell Assessor per a la Sostenibilitat del Sistema Sanitari (2013-2017) i del Consell Assessor de Salut (2018-2021) de la Generalitat de Catalunya. Durant 10 anys ha estat membre també del Comitè Nacional de Bioètica d'Andorra (CNBA).
Arran de la pandèmia de la Covid-19, a principis del 2020, el Departament de Justícia de la Generalitat de Catalunya va crear un grup d'experts per assessorar-lo en l'establiment de criteris ètics per a fer compatibles les necessàries mesures restrictives i la garantia dels drets fonamentals dels ciutadans. Núria Terribas també fou una de les membres designades per a constituir aquest grup de treball.
Anteriorment havia estat directora (1999-2014) de l'Institut Borja de Bioètica (Universitat Ramon Llull), coordinadora i docent (2001-2014) del Màster Universitari en Bioètica de la mateixa Universitat, i directora (1995-2008) de la revista Bioètica & Debat que publica l'esmentat Institut Borja de Bioètica. També va ser membre del Comitè d'ètica d'investigació clínica del Centre de Medicina Regenerativa de Barcelona (CMRB).
D’altra banda, és autora de nombrosos articles i capítols de monografies sobre bioètica i dret, i ha participat com a ponent en diferents congressos i jornades nacionals i internacionals sobre bioètica i dret sanitari de bioètica. Tot plegat sense defugir la divulgació participant en xerrades o concedint entrevistes als mitjans.
El 2025 fou inclosa a la llista Forbes de les 100 dones més influents de Catalunya.

## Recull d'obres col·lectives on ha participat
- Terribas Sala, Núria (et. al.). Persons with mental disorders and assisted dying practices in Spain: an overview. International Journal of Law and Psychiatry. 2023. 87: March-April 101871.
- Terribas Sala, Núria (et. al). El currículum del nou batxillerat: una oportunitat per a la bioètica. Rev. Col·legi Biòlegs de Catalunya, núm. 38. 202; p 29-35
- Terribas Sala, Núria. Ley orgánica de regulación de la eutanasia en España: cuestiones polémicas sobre su aplicación. Revista Folia Humanística, 2022;7 (11):1-25
- Terriba sSala, Núria. Derechos de paciente. A: Beca, JP, Astete C, editors. Bioética Clínica. Santiago de Chile: Ed. Mediterráneo; 2022. p.174-191.
- Terribas Sala, Núria. Eutanasia como alternativa. A: Beca JP, Armas R., El final de la vida. Santiago de Chile: Mediterraneo; 2021. p. 273-285.
- Terribas Sala, Núria, Busquets Alibés, E. (eds.). Pedagogía de la Bioética. Ed. Lectio. 2021.
- Terribas i Sala Núria, Nogués i Carulla, Ramon Mª, Salicrú J. L'eutanàsia. Valors. 2020; 17 (179): 16-20.
- Terribas i Sala Núria. Respecte per l’autonomia i dignitat del pacient/persona. A: Fundación Educación Médica, Valors del Metge. Barcelona: Fundació Educació Mèdica; 2019. p. 25-35.
- Terribas i Sala Núria. Paternalismo versus libertad en el caso de los menores. A: Fundación Víctor Grífols i Lucas, Ética y promoción de la salud. Libertad-paternalismo. Barcelona: Fundación Víctor Grífols i Lucas; 2019. p. 70-96.
- Terribas i Sala Núria, et al. Debate en torno al aborto: veinte preguntas para debatir sin crispación sobre el aborto. Editorial Desclée de Brouwer, S.A., 2014.[11]
- Terribas i Sala N. Autonomia i voluntats anticipades. A: CAMFIC, editor. Dilemes ètics del metge de família en l’acompanyament fins a la mort. Barcelona: CAMFIC; Institut Borja de Bioètica; 2013.
- Terribas i Sala Núria. Derechos del paciente. A: Beca JP, Astete C, editors. Bioética clínica. Santiago de Chile: Ed Mediterráneo; 2012. p. 178–91.
- Terribas i Sala Núria. Toma de decisiones en el paciente incompetente. A: Beca JP, Astete C, editors. Bioética clínica. Santiago de Chile: Mediterráneo; 2012. p. 205–19.